# Roger Linn
Roger Linn is een Amerikaans industrieel ontwerper, voornamelijk van drumcomputers. Hij is bekend geworden om zijn ontwerp van de eerste drumcomputer, de Linn LM-1 uit 1979 met digitale samples, die in vele muzieknummers uit die tijd zijn terug te vinden. Naast een succesvol gitarist en muziekproducent is Roger Linn ook lid van de Dead Presidents Society, een groep vernieuwers op het gebied van elektronische muziek.

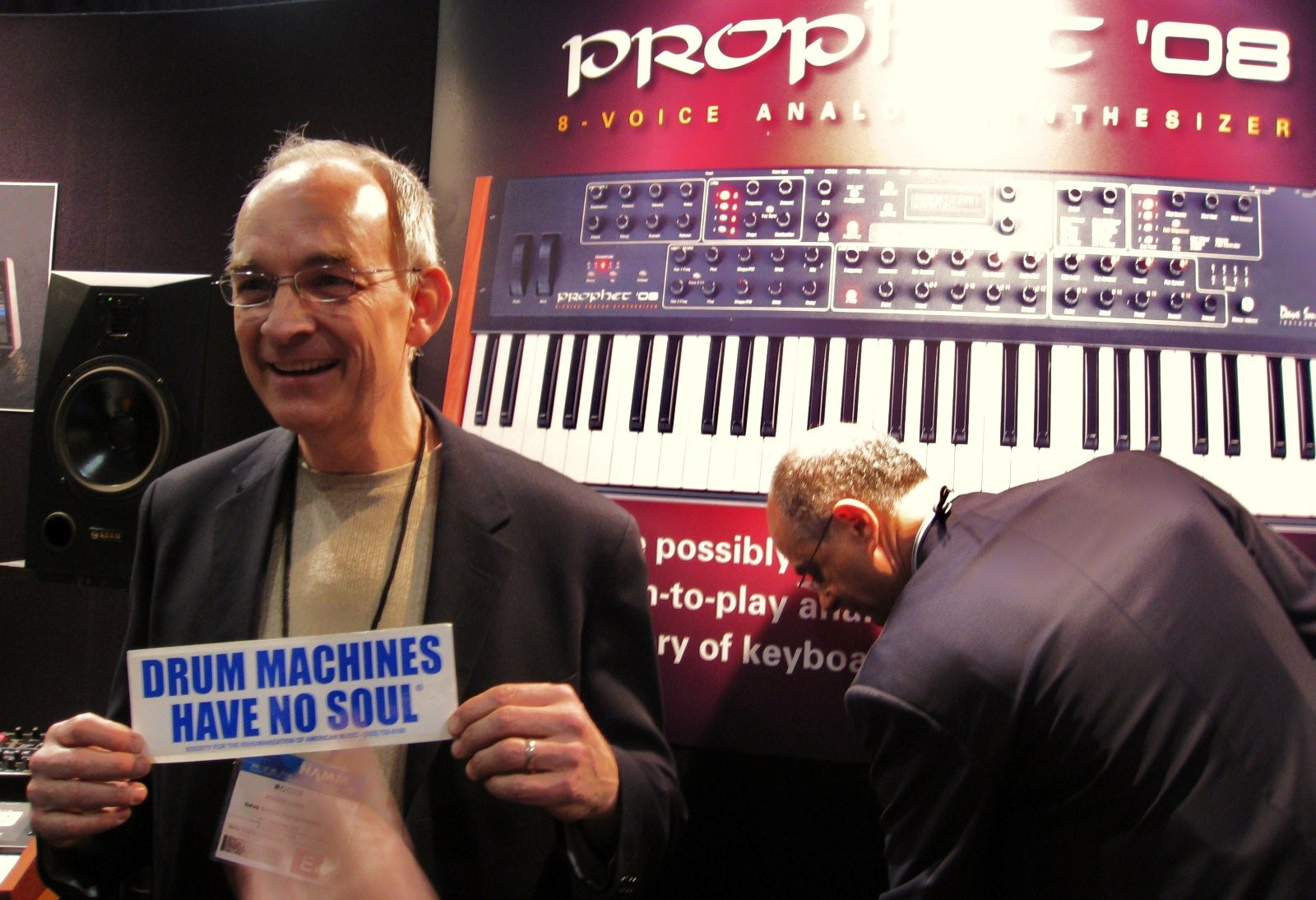
Linn tijdens de NAMM Show in 2008.

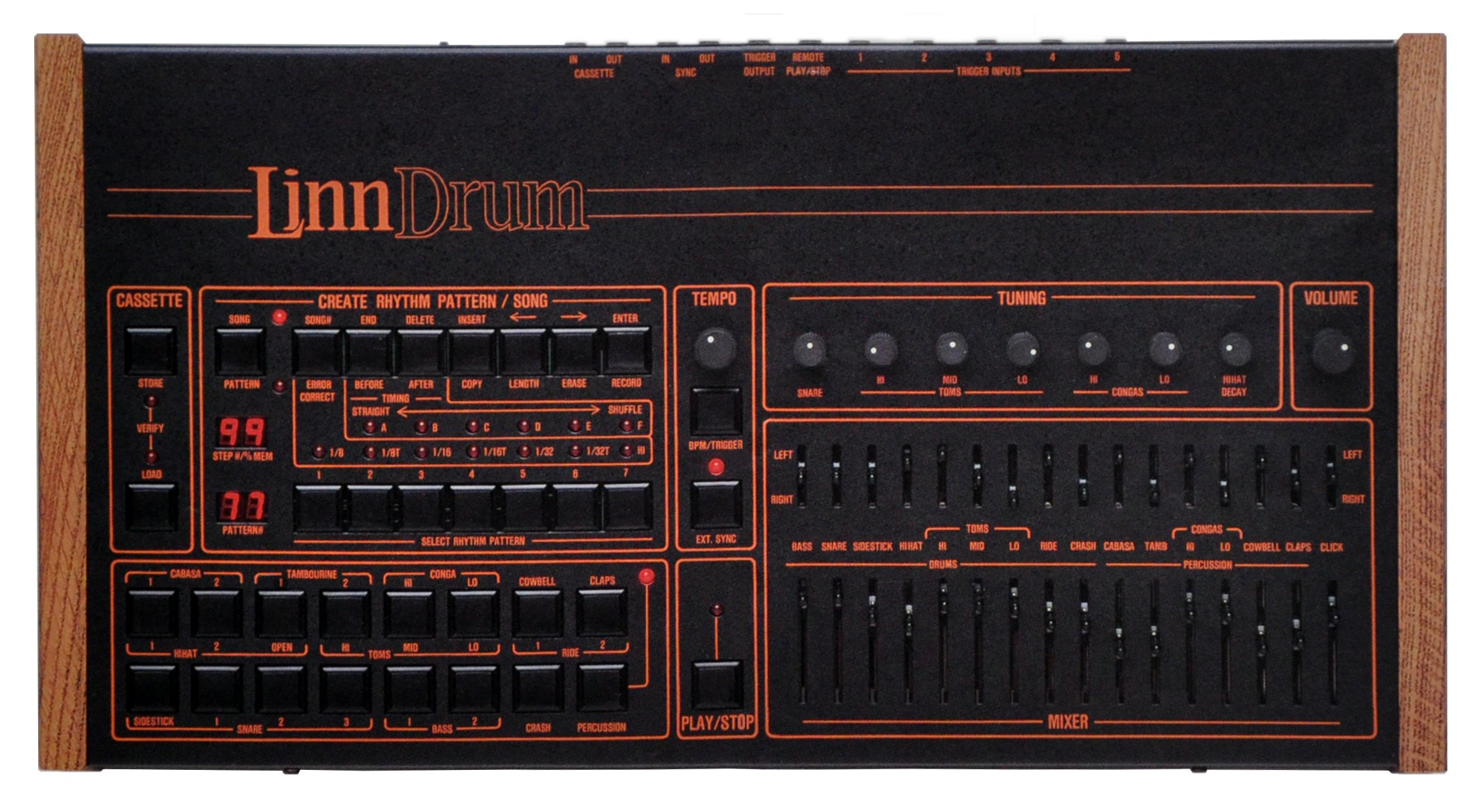
LinnDrum

## Carrière
Linn richtte samen met Alex Moffett in 1979 het bedrijf Linn Moffett Electronics op. Moffet vertrok in 1982, en het bedrijf werd hernoemd naar Linn Electronics. Linn ontwierp enkele drumcomputers zoals de LM-1, LinnDrum, en de Linn 9000, die kenmerkend waren voor vele muzieknummers uit de jaren 80. Vernieuwend aan Linn producten was het toevoegen van de toen nieuwe technologie zoals MIDI en een computerverbinding.
Linn Electronics stopte in 1986 toen Linn werd ingehuurd door Akai voor het ontwikkelen van de MPC-lijn muziekinstrumenten.
In 2001 richtte hij wederom een eigen bedrijf op, genaamd Roger Linn Design. Naast het ontwerpen van drumcomputers richt Linn zich ook op gitaareffect-pedalen.
In 2008 ontwikkelde Roger Linn samen met Dave Smith een drumcomputer, die tijdens de NAMM Show in 2011 uitkwam onder de naam "TEMPEST".

### Muzikale carrière
Linn schreef enkele succesvolle nummers voor artiesten als Eric Clapton (het nummer "Promises" uit 1979), en Mary Chapin Carpenter ("Quittin Time" uit 1991), en toerde als gitarist met Leon Russell in de jaren 1970.

## Prijzen
In 2011 ontving Roger Linn een technische Grammy Award vanwege zijn bijdragen in de muziekopname industrie.